# Jitka Ourednik
Jitka Ourednik rozená Hanzíková (* 19. dubna 1955 Praha) je vědkyně českého původu, která přispěla k základním otázkám vývojové a regenerativní neurovědy. Je dcerou českého sochaře Stanislava Hanzíka.
Se svým mužem a vědeckým partnerem Václavem Ourednikem působila tři dekády na mezinárodních universitách a ústavech jako je Harvardova univerzita a ETH. Spolu s manželem publikovala v mezinárodních vědeckých časopisech jako jsou Science, Nature a PNAS (Proceedings of the National Academy of Sciences). Vědecké články se týkají vývoje a regenerace centrálního nervového systému (CNS) a hledání inovativních metod pro léčbu poškozeného mozku a míchy. Její objevná pozorování se týkají indukce skrytých regeneračních schopností CNS transplantacemi embryonální nervové tkáně a kmenových buněk. Organizovala vědecké kongresy a zahajovala přednáškové sekce doma i v zahraničí. V roce 2001 byli oba manželé vyzváni, aby představili výsledky svých pozorování na prestižním Nobelově fóru mladých vědců Karolinském Institutu ve Stockholmu.
Spolu s manželem založila v Mezinárodním roce astronomie 2009 centrum pro astrofotografii - Alpine Astrovillage - AAV. Centrum se nachází v Alpách východního Švýcarska, v Biosférické reservaci UNESCO nazvané "Val Müstair - Švýcarský národní park". Za svou vědeckou, edukační a popularizátorskou práci získala řadu ocenění. Od roku 2009 se oba vědci věnují vědecko-populární činnosti a vedení a spravování AAV centra. Za svou letitou činnost v zahraničí byla dvakrát nominována na cenu Gratias Agit.
Vědecká činnost: vývojová a regenerativné neurověda, vybrané vědecké články
Zdroj: US National Library of the National Institute of Helth, PubMed
- (anglicky) "Segregation of human neural stem cells in the developing primate forebrain" Science, 2001

- (anglicky) "Behavioral improvement in a primate Parkinson's model is associated with multiple homeostatic effects of human neural stem cells" PNAS, 2007
- (anglicky) "Neural stem cells display an inherent mechanism for rescuing dysfunctional neurons" Nature Biotechnology, 2002
- (anglicky) "Cross-talk between stem cells and the dysfunctional brain is facilitated by manipulating the niche: evidence from an adhesion molecule" Stem Cells, 2009

Vědecko-populární činnost: astrofotografie
- (německy) (anglicky) Oficiální stránky AAV astrofotografického centra
- (německy) (anglicky) (francouzsky) (česky) Nakladatelství Caelus, přidružené k AAV a vydávající populárně-vědecké knížky, audiohry a jiné tiskoviny o vesmíru a astrofotografii

Média: vybrané reportáže
- (česky) Rozhovor s Jitkou Ourednik v časopisse Respekt : "Od neuronů ke hvězdám" od Martina Ulíře, květen 2017
- (německy) Filmová reportáž televize Bayerischer Rundfunk
- (německy) Reportáž v časopise Schweizer Illustrierte o astrofotografickém centru a Drs. Jitce a Václavovi Ourednikových od Marcela Huwylera
- (anglicky) Reportáž o astrofotografickém centru v časopise o vesmíru a astronomii Universe Today (online)